# 平桝敏男
平桝 敏男（ひらます としお、 1911年7月19日 - 1971年）は、プロ野球黎明期の選手、大阪タイガース（阪神タイガース）創立時の1番打者、外野手。広島県広島市打越町（現・西区）出身。　　

## 来歴・人物
1929年、旧制広陵中学（現広陵高等学校）4年のとき、1学年上の小川年安（元阪神）らと春選抜高校野球大会（甲子園）出場。代打出場2試合のみで2打数1安打。チームは決勝で第一神港商業（現神港高等学校）に敗れ準優勝だった。大会終了後チームのハワイ遠征（平桝は不参加）が秋まで長引き、翌年春の選抜選考大会は欠場し選に洩れ、最上級生となった5年時は4番を打ったが最後の夏は山陽地区予選で敗退した。
慶應義塾大学を経て1935年、創設された大阪タイガースに入団。背番号16。1936年から始まったプロ野球リーグ戦でセンター1番を打った。俊足巧打の外野手として鳴らし、特に浅いフライをトンボ返りしながら捕球するプレーはファンを熱狂させたといわれる。強烈なファイトの持ち主で、ゲームが終わったあとも、ファイト剥き出しにするので、若い選手は近くへ寄れない程だったという。しかしこの年5月1日の対阪急戦、強烈なライバル意識のあった阪神電鉄の上層部から「どこに負けてもよいが阪急にだけは負けるな」との指示があったにもかかわらず、本拠地・甲子園で平桝の落球によりサヨナラ負け。これが大きな問題となり2ヶ月後の初代監督森茂雄更迭の引き金となった。変則的な日程だった初年度のこの年、通算42試合に出場し本塁打0、17打点、打率.265。盗塁13は苅田久徳に次ぐ2位。タイトルが創設された秋季リーグは打率.269ながら打撃ベストテンの9位。折目正しく、お洒落な選手でもあり、戦前のタイガースでは塚本博睦と二人だけ、化粧水やクリームを使っていた。
翌年1937年、応召し郷里広島の陸軍第五師団に入営。1940年まで4年間従軍。第五師団にはのち藤村富美男・藤村隆男兄弟や白石勝巳らも入営している。1941年除隊後、阪神に復帰。外野手の控えとなり19試合出場。打点1、打率.157と振るわなかった。このあと再び応召する。
終戦後の1946年、広陵の後輩・門前眞佐人らと広島駅前で映画館やパチンコ屋、キャバレーなどを経営していた広島鯉城園のノンプロチームに参加し、第17回都市対抗野球大会出場。職業野球経験者をずらりと揃えながら、初戦で優勝した大日本土木に惨敗した。この後、チームの主力は東京カブスと合流しグリーンバーグ～結城ブレーブスとチーム名を変え国民リーグに参加するが、広島鯉城園としてチームも残ったようで、さらに岩本信一が南海ホークスなど、プロからの選手の引き抜きで間も無くチームは解散。平桝はプロ野球に復帰することなくその後は広陵、広島商業、広島一中などのOB混成チーム･全広島(広島クラブ)に参加し、1950年の第21回都市対抗野球大会に出場した。後に広島で飲食店を経営。1971年病死。
16歳離れた実弟・俊之も1946年パシフィックに1年在籍。記録は1試合、0打数0安打0盗塁1得点。何かしらで塁に出てホームを踏んだものと思われるが、戦後初年度の混乱期で「平桝の弟なんだから巧いだろ」という理由で採用されたといわれている。野球は兄とは違い、「ズブの素人」だったらしい。

## 詳細情報

### 年度別打撃成績
| 年 度     | 球 団     | 試 合 | 打 席 | 打 数 | 得 点 | 安 打 | 二 塁 打 | 三 塁 打 | 本 塁 打 | 塁 打 | 打 点 | 盗 塁 | 盗 塁 死 | 犠 打 | 犠 飛 | 四 球 | 敬 遠 | 死 球 | 三 振 | 併 殺 打 | 打 率 | 出 塁 率 | 長 打 率 | O P S |
| --------- | --------- | ----- | ----- | ----- | ----- | ----- | -------- | -------- | -------- | ----- | ----- | ----- | -------- | ----- | ----- | ----- | ----- | ----- | ----- | -------- | ----- | -------- | -------- | ----- |
| 1936春夏  | 大阪 阪神 | 15    | 75    | 69    | 12    | 18    | 1        | 0        | 0        | 19    | 7     | 6     | --       | 2     | --    | 4     | --    | 0     | 3     | --       | .261  | .301     | .275     | .577  |
| 1936秋    | 大阪 阪神 | 27    | 97    | 78    | 21    | 21    | 3        | 0        | 0        | 24    | 10    | 11    | --       | 0     | --    | 19    | --    | 0     | 3     | --       | .269  | .412     | .308     | .720  |
| 1941      | 大阪 阪神 | 19    | 48    | 38    | 3     | 8     | 1        | 0        | 0        | 9     | 1     | 1     | --       | 0     | --    | 10    | --    | 0     | 3     | --       | .211  | .375     | .237     | .612  |
| 通算：2年 | 通算：2年 | 61    | 220   | 185   | 36    | 47    | 5        | 0        | 0        | 52    | 18    | 18    | --       | 2     | --    | 33    | --    | 0     | 9     | --       | .254  | .367     | .281     | .648  |

### 背番号
- 16 （1936年、1941年）